# نیژنیایا سالدا
شهر نیژنیایا سالدا (به روسی: Нижняя Салда) در کشور روسیه و در اوبلاست سوردلوفسک واقع شده‌است.